# Unabhängigkeitstag (Namibia)

Nationalflagge Namibias seit 1990

Der Unabhängigkeitstag Namibias (englisch Independence Day) ist der Nationalfeiertag in Namibia. Er wird am 21. März begangen.
Der Tag erinnert an die Erreichung der staatlichen Unabhängigkeit von Südafrika, das Namibia seit Ende der Verwaltung als Treuhandgebiet 1966, widerrechtlich bis 1990 verwaltete. Die Unabhängigkeitserklärung fand im Unabhängigkeitsstadion in Windhoek durch Gründungspräsident Sam Nujoma statt. Die Unabhängigkeit beendete formal den namibischen Befreiungskampf.
Der Unabhängigkeitstag als namibischer Feiertag wird alljährlich in einer der 14 Regionen in einer zentralen Feier begangen. Diese fiel nur im Jahr 2021 aufgrund der COVID-19-Pandemie in Namibia aus.